# Quick (restaurangkedja)

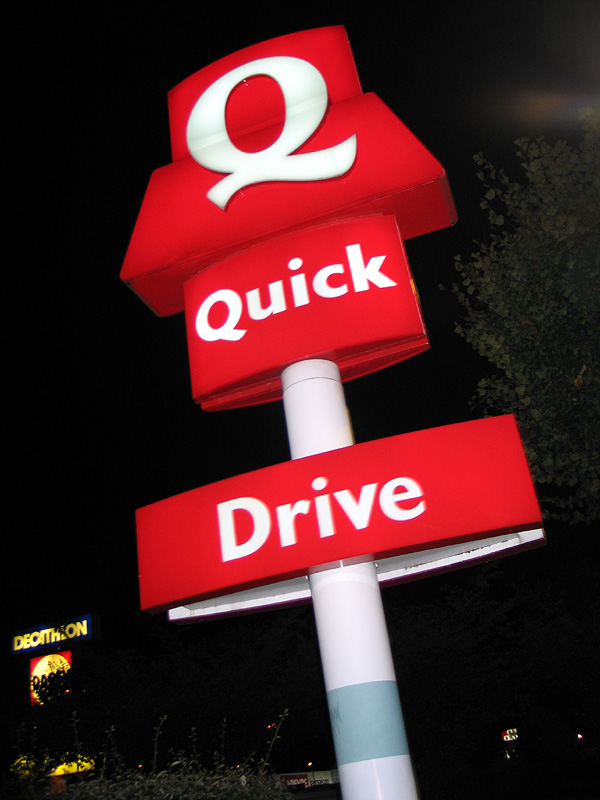
Skylt utanför Quick-restaurang i Montigny.

Quick är en belgisk snabbmatskedja med cirka 400 restauranger i Belgien, Frankrike, Egypten, Algeriet, Marocko, Förenade Arabemiraten, Andorra, Luxemburg, Spanien, Ryssland och Armenien. 
Den första Quick-restaurangen öppnades 1971 belgiska Schoten och den första franska restaurangen i Aix-en-Provence 1980. Tre fjärdedelar av restaurangerna drivs på franchise-basis, men de franska restaurangerna ägs sedan 2007 av den franska staten genom holdingbolaget Caisse des dépôts et consignations. Quick är den Europa-baserade restaurangkedja som har verksamhet i flest länder[källa behövs].